# Stazione di Caslino d’Erba
Stazione di Caslino d'Erba vasútállomás Olaszországban, Lombardia régióban, Caslino d’Erba településen.

## Vasútvonalak
Az állomást az alábbi vasútvonalak érintik:
- Milánó–Asso-vasútvonal

## Kapcsolódó állomások
A vasútállomáshoz az alábbi állomások vannak a legközelebb:
- Stazione di Canzo
- Stazione di Pontelambro-Castelmarte